# Chlorophyl (strip)
Chlorophyl is een Belgische stripreeks die begonnen is in 1954 met Raymond Macherot als schrijver en tekenaar. De serie draait rond Chlorophyl, een eikelmuis, zijn metgezel Minimum, een muis, en Witteke, een konijn. Zijn aartsvijand is Anthraciet, een grote zwarte rat.

## Publicatiegeschiedenis
Chlorophyl had zijn eerste optreden in het weekblad Kuifje in april 1954.
Raymond Macherot transformeerde al snel de realistische dierenomgeving naar een meer menselijke dierenwereld in de traditie van Disney.
Via Chlorophyl en Minimum leverde hij commentaar op sociale en politieke issues die in de maatschappij speelden.
Soms werd de satire verkeerd geïnterpreteerd tot aan beschuldigingen dat Macherot een anarchist zou zijn toen hij in het verhaal Zizanion de verschrikkelijke een aanslag liet plegen op een regerend vorst.
Het verhaal De spoorpiraten kreeg kritiek omdat hij zou spotten met de vakbonden. De uitgeverij publiceerde deze verhalen pas in begin jaren tachtig van de 20e eeuw in albumvorm.
Macherot werkte tot in 1966 aan de reeks. Daarna namen andere tekenaars en scenaristen de reeks over.
De charme die Macherot erin bracht werd echter nooit door zijn opvolgers geëvenaard.
Van 1968 tot 1969 was Pierre Guilmard de tekenaar en verzorgde Roger Copuse (Hubuc) de scenario's. Vanaf november 1969 was Hubuc de tekenaar en waren Michel Regnier (Greg), Bob de Groot en Hubuc de schrijvers van de reeks.
In 1970 nam Luc Dupanloup (Dupa) de reeks als tekenaar over met eerst Greg en later Bob de Groot als scenarist.
Eind 1983 werd André Van der Elst (Walli) de tekenaar en Michel de Bom (Bom) verzorgde het scenario.
Het laatste verhaal van hun hand verscheen in het weekblad Kuifje in 1988-1989.
De verhalen over Chlorophyl werden niet alleen gepubliceerd in het Kuifje-weekblad, maar vonden ook hun weg naar het stripblad Pep. Het verhaal En de zwarte ratten kwam ook uit in het blad Ohee in 1966.
In 1991 verschijnt een parodie van twee pagina's in het album Stripspotters 2, waar Anthraciet Chlorophyl verandert in een chloroplaymate. Het verhaal is van de hand van Bom en Walli.
In hetzelfde jaar wordt ook een parodie van twee pagina's uitgebracht in het album Parodies 3 - 20 jaar later, waar een 20 jaar oudere Chlorophyl en Anthraciet proberen hun laatste adem uit te blazen. Ook dit verhaal is van Bom en Walli.
In 2014 werd de reeks heropgestart door Benoît Drousie (Zidrou) en Bernard Godisiabois (Godi).
Anno 2021 is het tweede deel van het bedoelde tweeluik nog niet verschenen. Deel 1 is niet vertaald in het Nederlands.
| Nr. | Orig.   | Titel                                        | Tekenaar                   | Scenarist               | Aantal pagina's | Jaar | 1e publicatie                                  |
| --- | ------- | -------------------------------------------- | -------------------------- | ----------------------- | --------------- | ---- | ---------------------------------------------- |
| -   | 1953-08 | Operatie Geitenblad                          | Raymond Macherot           | Raymond Macherot        | 4               | 1953 | Kuifje 1953 nr. 32                             |
| 1   | 1954-04 | Tegen de zwarte ratten                       | Raymond Macherot           | Raymond Macherot        | 32              | 1954 | Kuifje 1954 nrs. 15-46                         |
| 2   | 1954-11 | En de samenzweerders                         | Raymond Macherot           | Raymond Macherot        | 47              | 1954 | Kuifje 1954 nr. 47 t/m 1955 nr. 41             |
| 3   | 1955-10 | Geen salami voor Philomeen                   | Raymond Macherot           | Raymond Macherot        | 39              | 1955 | Kuifje 1955 nr. 42 t/m 1956 nr. 28             |
| -   | 1956-02 | De drie bergplaatsen van Langoor, het konijn | Raymond Macherot           | Raymond Macherot        | 6               | 1956 | Kuifje 1956 nrs. 5-22                          |
| 4   | 1956-07 | Het betoverde bos                            | Raymond Macherot           | Raymond Macherot        | 20              | 1956 | Kuifje 1956 nrs. 29-46                         |
| 5   | 1957-05 | De spoorpiraten                              | Raymond Macherot           | Raymond Macherot        | 46              | 1957 | Kuifje 1957 nrs. 21-52                         |
| 6   | 1958-04 | Zizanion de verschrikkelijke                 | Raymond Macherot           | Raymond Macherot        | 46              | 1958 | Kuifje 1958 nrs. 14-49                         |
| 7   | 1959-06 | De terugkeer van Chlorophyl                  | Raymond Macherot           | Raymond Macherot        | 27              | 1959 | Kuifje 1959 nr. 23, 1959 nr. 27-40             |
| -   | 1961-03 | Pas op voor de verf!                         | Raymond Macherot           | Michel Regnier (Greg)   | 2               | 1961 | Kuifje 1961 nr. 13                             |
| 8   | 1961-05 | De wraak van Anthraciet                      | Raymond Macherot           | Raymond Macherot        | 30              | 1961 | Kuifje 1961 nrs. 21-35                         |
| 9   | 1961-12 | Waagt een gokje                              | Raymond Macherot           | Raymond Macherot        | 30              | 1961 | Kuifje 1961 nr. 50 t/m 1962 nr. 12             |
| 10  | 1962-09 | De drie nozems                               | Raymond Macherot           | Raymond Macherot        | 30              | 1962 | Kuifje 1962 nrs. 36-50                         |
| 11  | 1963-04 | Leidt de aanval!                             | Raymond Macherot           | Raymond Macherot        | 44              | 1963 | Kuifje 1963 nrs. 15-36                         |
| -   | 1966-09 | En de leugentoeter                           | Raymond Macherot           | Raymond Macherot        | 4               | 1966 | Kuifje 1966 nr. 39                             |
| 12  | 1968-03 | En de acrobaten                              | Pierre Guilmard            | Roger Copuse (Hubuc)    | 44              | 1968 | Kuifje 1968 nrs. 10-27                         |
| 13  | 1968-09 | En het gifeiland                             | Pierre Guilmard            | Hubuc                   | 44              | 1968 | Kuifje 1968 nr. 37 t/m 1969 nr. 4              |
| 14  | 1969-04 | En de ruimte-muizen                          | Pierre Guilmard            | Hubuc                   | 30              | 1969 | Kuifje 1969 nrs. 14-27                         |
| -   | 1969-11 | Contra voetveeg                              | Roger Copuse (Hubuc)       | Michel Regnier (Greg)   | 8               | 1969 | Chlorophyl nr. 3 Tegen de zwarte ratten (1979) |
| -   | 1969-02 | Het ding van Mars                            | Pierre Guilmard            | Hubuc                   | 12              | 1969 | Pep Parade nr. 10                              |
| -   | 1969-05 | (fr) Et le réseau Myrtille                   | Pierre Guilmard            | Hubuc                   | 10              | 1969 |                                                |
| -   | 1969-08 | (fr) Le groupe Tempête                       | Pierre Guilmard            | Hubuc                   | 12              | 1969 |                                                |
| -   | 1970-02 | Tussen de rails                              | Hubuc                      | Bob de Groot            | 14              | 1974 | Pep Parade nr. 10                              |
| -   | 1970-04 | De wonderdokter                              | Hubuc                      | Hubuc                   | 8               | 1970 | Kuifje 1970 nr. 14                             |
| -   | 1970-06 | In "Blijzicht"                               | Pierre Guilmard            | Hubuc                   | 6               | 1970 | Kuifje 1970 nr. 26                             |
| -   | 1971-06 | Vakantievreugde                              | Luc Dupanloup (Dupa)       | Greg                    | 8               | 1971 | Kuifje 1971 nr. 26                             |
| 15  | 1972-03 | De grote vlucht                              | Dupa                       | Greg                    | 30              | 1972 | Kuifje 1972 nr. 13                             |
| -   | 1972-05 | En de straatzangers                          | Dupa                       | Greg                    | 12              | 1973 | Pep Parade nr. 8                               |
| -   | 1973-02 | Invasie uit de ruimte                        | Dupa                       | Greg                    | 10              | 1973 | Pep Parade nr. 9                               |
| 16  | 1973-08 | Paniek in het bos                            | Dupa                       | Greg                    | 30              | 1973 | Kuifje 1973 nrs. 35-49                         |
| 17  | 1976-08 | De koninklijke cobra                         | Dupa                       | Bob de Groot            | 30              | 1976 | Kuifje 1976 nrs. 27-37                         |
| 18  | 1977-07 | De plattelanders                             | Dupa                       | Bob de Groot            | 30              | 1977 | Kuifje 1977 nrs. 27-38                         |
| 19  | 1980-01 | Gemengd nieuws                               | Dupa                       | Bob de Groot            | 30              | 1980 | Kuifje 1980 nrs. 5-15                          |
| -   | 1980-06 | Maximale ellende voor Minimum                | Dupa                       | Bob de Groot            | 8               | 1980 | Kuifje 1980 nr. 24                             |
| -   | 1981-06 | Tanden in de stroom                          | Dupa                       | Bob de Groot            | 8               | 1981 | Kuifje 1981 nr. 25                             |
| -   | 1982-06 | Het ei                                       | Dupa                       | Bob de Groot            | 16              | 1982 | Kuifje 1982 nr. 26                             |
| -   | 1982-09 | Super Babbel                                 | Dupa                       | Bob de Groot            | 16              | 1982 | Kuifje 1982 nrs. 36-39                         |
| -   | 1983-03 | De winkel van het avontuur                   | Dupa                       | Bob de Groot            | 16              | 1983 | Kuifje 1983 nr. 9                              |
| 20  | 1983-11 | De stuwdam                                   | André Van der Elst (Walli) | Bob de Groot            | 46              | 1983 | Kuifje 1983 nr. 48 t/m 1984 nr. 3              |
| -   | 1984-07 | Babbelkous leidt het onderzoek               | Walli                      | Michel de Bom (Bom)     | 16              | 1984 | Kuifje 1984 nr. 30                             |
| -   | 1984-10 | Neefje Minimex                               | Walli                      | Bom                     | 16              | 1984 | Kuifje 1984 nr. 41                             |
| -   | 1985-11 | Grobus en Sysyphus                           | Walli                      | Bom                     | 15              | 1985 | Kuifje 1985 nr. 45                             |
| -   | 1985-12 | De drie huurlingen                           | Walli                      | Bom                     | 15              | 1986 | Kuifje 1986 nr. 1                              |
| -   | 1986-05 | Het testament van Anthraciet                 | Walli                      | Bom                     | 16              | 1986 | Kuifje 1986 nr. 20                             |
| -   | 1986-06 | Het spook van de abdij                       | Walli                      | Bom                     | 16              | 1986 | Kuifje 1986 nr. 24                             |
| -   | 1986-07 | De zwarte scepter                            | Walli                      | Bom                     | 14              | 1986 | Kuifje 1986 nr. 28                             |
| -   | 1987-02 | De strijd van de tovenaars                   | Walli                      | Bom                     | 15              | 1987 | Kuifje 1987 nr. 6                              |
| -   | 1987-03 | De terugkeer van Morlok                      | Walli                      | Bom                     | 15              | 1987 | Kuifje 1987 nr. 12                             |
| -   | 1987-06 | Wat een dag he                               | Walli                      | Bom                     | 1               | 1987 | Kuifje 1987 nr. 23                             |
| -   | 1987-06 | Het geheim van Babbelkous                    | Walli                      | Bom                     | 3               | 1987 | Kuifje 1987 nr. 37                             |
| 21  | 1988-10 | De helse reis                                | Walli                      | Bom                     | 46              | 1988 | Kuifje 1988 nr. 41 t/m 1989 nr. 1              |
| -   | 1991    | Chloroplaymate                               | Walli                      | Bom                     | 2               | 1991 | Stripspotters 2 (1991)                         |
| -   | 1991    | Het woud is in verdriet gedompeld            | Walli                      | Bom                     | 2               | 1991 | Parodies 3: 20 jaar later (1991)               |
| 22  | 2014    | (fr) Embrouilles à Coquefredouille           | Bernard Godisiabois (Godi) | Benoît Drousie (Zidrou) | 46              | 2014 |                                                |
| 23  | 2016    | (fr) Et le monstre des trois sources         | René Hausman               | Jean-Luc Cornette       | 48              | 2016 |                                                |

## Albums
De eerste drie verhalen van Chlorophyl werden door uitgeverij Le Lombard in de jaren vijftig van de 20e eeuw uitgebracht in hun Lombard Collectie.
In de jaren zestig en zeventig van de 20e eeuw bracht Le Lombard de verhalen uit in de reeks Collectie Jong Europa en de Favorietenreeks.
Eind jaren zeventig van de 20e eeuw werden de oude verhalen in een nieuw jasje gestoken en uitgebracht in de reeks Chlorophyl. Ook de nieuwe verhalen van Walli en Bom werden uitgebracht in deze reeks.
Bij Le Lombard verschenen de albums van Macherot in een Franse integrale editie van drie albums, die tussen 2015 en 2018 in het Nederlands vertaald werd bij Scratch Books.
Het tweede deel heeft een andere cover dan de Franse versie.
Pas in 2018 waren alle verhalen van Raymond Macherot in albumvorm verschenen. Voor de overige Chlorophyl-verhalen geldt dat ze nog niet allemaal in albumvorm zijn verschenen. Dit betreft weliswaar voornamelijk de kortere verhalen, maar bijvoorbeeld ook het laatste lange verhaal dat Walli en Bom hebben gemaakt en dat getiteld is De helse reis.
| Jaar | Titel                              | Reeks / nr.                 | Uitgever(s)                           | Schrijver(s)           | Tekenaar(s)              |
| ---- | ---------------------------------- | --------------------------- | ------------------------------------- | ---------------------- | ------------------------ |
| 1956 | Chlorophyl tegen de zwarte ratten  | Lombard Collectie nr 24     | Le Lombard                            | Raymond Macherot       | Raymond Macherot         |
| 1956 | Chlorophyl en de samenzweerders    | Lombard Collectie nr 25     | Le Lombard                            | Raymond Macherot       | Raymond Macherot         |
| 1957 | Geen salami voor Philomeen         | Lombard Collectie nr 32     | Le Lombard                            | Raymond Macherot       | Raymond Macherot         |
| 1961 | De terugkeer van Chlorophyl        | Collectie Jong Europa nr 8  | Le Lombard                            | Raymond Macherot       | Raymond Macherot         |
| 1964 | De wraak van Anthraciet            | Collectie Jong Europa nr 26 | Le Lombard                            | Raymond Macherot       | Raymond Macherot         |
| 1966 | Geen salami voor Philomeen         |                             | Le Lombard / Vanderhout & Co          | Raymond Macherot       | Raymond Macherot         |
| 1970 | Chlorophyl en de ruimte-muizen     | Favorietenreeks nr 1        | Le Lombard / Helmond                  | Hubuc                  | Pierre Guilmard          |
| 1970 | De drie nozems                     | Favorietenreeks nr 2        | Le Lombard / Helmond                  | Raymond Macherot       | Raymond Macherot         |
| 1971 | Chloro leidt de aanval             | Collectie Jong Europa nr 74 | Le Lombard / Helmond                  | Raymond Macherot       | Raymond Macherot         |
| 1972 | Chloro en de acrobaten             | Collectie Jong Europa nr 82 | Le Lombard / Helmond                  | Hubuc                  | Pierre Guilmard          |
| 1973 | De grote vlucht                    | Favorietenreeks nr 24       | Le Lombard / Helmond                  | Greg                   | Dupa                     |
| 1974 | Chlorophyl en het gifeiland        | Collectie Jong Europa nr 97 | Le Lombard / Helmond                  | Roger Copuse (Hubuc)   | Pierre Guilmard          |
| 1974 | Paniek in het bos                  | Favorietenreeks nr 29       | Le Lombard / Helmond                  | Greg                   | Dupa                     |
| 1977 | Chlorophyl en de koninklijke cobra | Favorietenreeks nr 48       | Le Lombard / Helmond                  | Bob de Groot           | Dupa                     |
| 1978 | Chlorophyl en de samenzweerders    | Chlorophyl nr 1             | Le Lombard / Helmond                  | Raymond Macherot       | Raymond Macherot         |
| 1978 | Geen lekkernij voor Lorelei        | Chlorophyl nr 2             | Le Lombard / Helmond                  | Raymond Macherot       | Raymond Macherot         |
| 1979 | Chlorophyl tegen de zwarte ratten  | Chlorophyl nr 3             | Le Lombard                            | Ramond Macherot / Greg | Raymond Macherot / Hubuc |
| 1980 | Chlorophyl en de spoorwegpiraten   | Chlorophyl nr 4             | Le Lombard                            | Raymond Macherot       | Raymond Macherot         |
| 1981 | Zizanion de verschrikkelijke       | Chlorophyl nr 5             | Le Lombard                            | Raymond Macherot       | Raymond Macherot         |
| 1982 | De terugkeer van Chlorophyl        | Chlorophyl nr 6             | Le Lombard/Albracht                   | Raymond Macherot       | Raymond Macherot         |
| 1983 | Chlorophyl leidt de aanval         | Chlorophyl nr 7             | Le Lombard/Albracht                   | Raymond Macherot       | Raymond Macherot         |
| 1984 | Speciaal Chlorophyl                | Speciaal                    | Le Lombard                            | Raymond Macherot       | Raymond Macherot         |
| 1985 | Gemengd nieuws                     | Chlorophyl nr 8             | Le Lombard                            | Bob de Groot           | Dupa                     |
| 1985 | De koninklijke cobra               | Chlorophyl nr 9             | Le Lombard                            | Bob de Groot           | Dupa                     |
| 1985 | Chlorophyl special 1               | Lombard Specials 1          | Le Lombard                            | Bob de Groot           | Dupa, Walli              |
| 1986 | De plattelanders                   | Chlorophyl nr 10            | Le Lombard                            | Bob de Groot           | Dupa                     |
| 1986 | De stuwdam                         | Chlorophyl nr 11            | Le Lombard                            | Bob de Groot           | Walli                    |
| 1987 | De drie huurlingen                 | Chlorophyl nr 12            | Le Lombard                            | Bom                    | Walli                    |
| 1988 | Het testament van Anthraciet       | Chlorophyl nr 13            | Le Lombard                            | Bom                    | Walli                    |
| 1989 | De strijd van de tovenaars         | Chlorophyl nr 14            | Le Lombard                            | Bom                    | Walli                    |
| 1996 | Macherot plakt ze bont!            | Philastrips/BCB reeks nr 3  | Belgisch Centrum van het Beeldverhaal | Raymond Macherot / Bom | Raymond Macherot / Walli |
| 2015 | Chlorophyl integraal 1             | Chlorophyl integraal 1      | Scratch                               | Raymond Macherot       | Raymond Macherot         |
| 2016 | Chlorophyl integraal 2             | Chlorophyl integraal nr 2   | Scratch                               | Raymond Macherot       | Raymond Macherot         |
| 2018 | Chlorophyl integraal 3             | Chlorophyl integraal nr 3   | Scratch                               | Raymond Macherot       | Raymond Macherot         |

Naast het titelverhaal werd ook het verhaal Het betoverd bos opgenomen in het album van 1957, 1966 en 1982.
Naast het titelverhaal werd ook het verhaal Chlorophyl waagt een gokje opgenomen in het album van 1964.
Naast het titelverhaal werden ook de verhalen En de leugentoeter en Pas op voor de verf opgenomen in het album van 1978 getiteld Geen lekkernij voor Lorelei.
Naast het titelverhaal werden ook de verhalen In 'Blijzicht' en Contra voetveeg opgenomen in het album van 1979.
Het album Speciaal uit 1984 bevat de verhalen De wraak van Anthraciet, Chlorophyl waagt een gokje en De drie nozems.
In de Special van 1985 werden de verhalen Chlorophyl en de koninklijke cobra, Gemengd nieuws en De stuwdam opgenomen.
Naast het titelverhaal werd ook het verhaal Het ei opgenomen in het album van 1985 getiteld Gemengd nieuws.
Naast het titelverhaal werd ook het verhaal Super Babbel opgenomen in het album van 1985 getiteld De koninklijke cobra.
Naast het titelverhaal werden ook de verhalen Maximale ellende voor Minimum en Tanden in de stroom opgenomen in het album van 1986.
Naast het titelverhaal werd ook het verhaal Babbelkous leidt het onderzoek opgenomen in het album van 1987.
Naast het titelverhaal werd ook het verhaal Neefje Minimex opgenomen in het album van 1989.
In het door het Belgisch Centrum van het Beeldverhaal uitgegeven album van 1996 werd het verhaal De drie nozems opgenomen.
Een aantal verhalen van Chlorophyl is opgenomen in de reeks Lombard strip trio's.
In De beste verhalen van Hugo - Ed en Ad - Chlorophyl (nr 1, 1990) het verhaal De plattelanders.
In De beste verhalen van Hugo - Chlorophyl - Meneer Edouard (nr 4, 1996) het verhaal De koninklijke cobra.
In Chlorophyl - Meneer Edouard - Rioolkoninkjes (nr 5, 1991) het verhaal De terugkeer van Chlorophyl.
In 1991 bracht uitgeverij Arboris in de Parodiereeks het album Stripspotters 2 uit, waarin tekenaars hun eigen stripfiguren (erotisch) parodiëren. Hierin verscheen het verhaal Chloroplaymate.
Uitgeverij Oranje bracht in hetzelfde jaar in de reeks Parodies het album Parodies 3 - 20 jaar later uit. Ook hieraan leverden Bom en Walli een bijdrage.